# 69th Regiment Armory
Le 69th Regiment Armory est un immeuble historique de la Garde nationale militaire situé au 68 Lexington Avenue entre la 25e Est et la 26e dans la Rose Hill de Manhattan à New York. Sa construction a débuté en 1904 et a été achevée en 1906.  
L'armurerie a été conçue par la firme Hunt & Hunt. Elle a été la première armurerie construite à New York à ne pas être calquée sur une forteresse médiévale ; au lieu de cela, elle a été conçue dans le style Beaux-Arts. 
L'armurerie a été le site de l'Armory Show, événement controversé de 1913, dans lequel l'art moderne a été présenté pour la première fois aux États-Unis, à la suite des efforts du collectionneur américano-irlandais John Quinn. Il dispose d'une arène de 5 000 places qui est utilisée pour des événements sportifs et de divertissements tels que le Victoria's Secret Fashion Show. L'armurerie est également l'ancienne salle domicile de la Civil Air Patrol — Phoenix Composite Squadron. Le bâtiment est toujours utilisé pour abriter le quartier général du 1er Bataillon de la Garde nationale de l'armée de New York (connu sous le nom de « Fighting Irish » depuis Gettysburg). 
Le bâtiment a été déclaré monument historique national en 1965.

## Événements notables

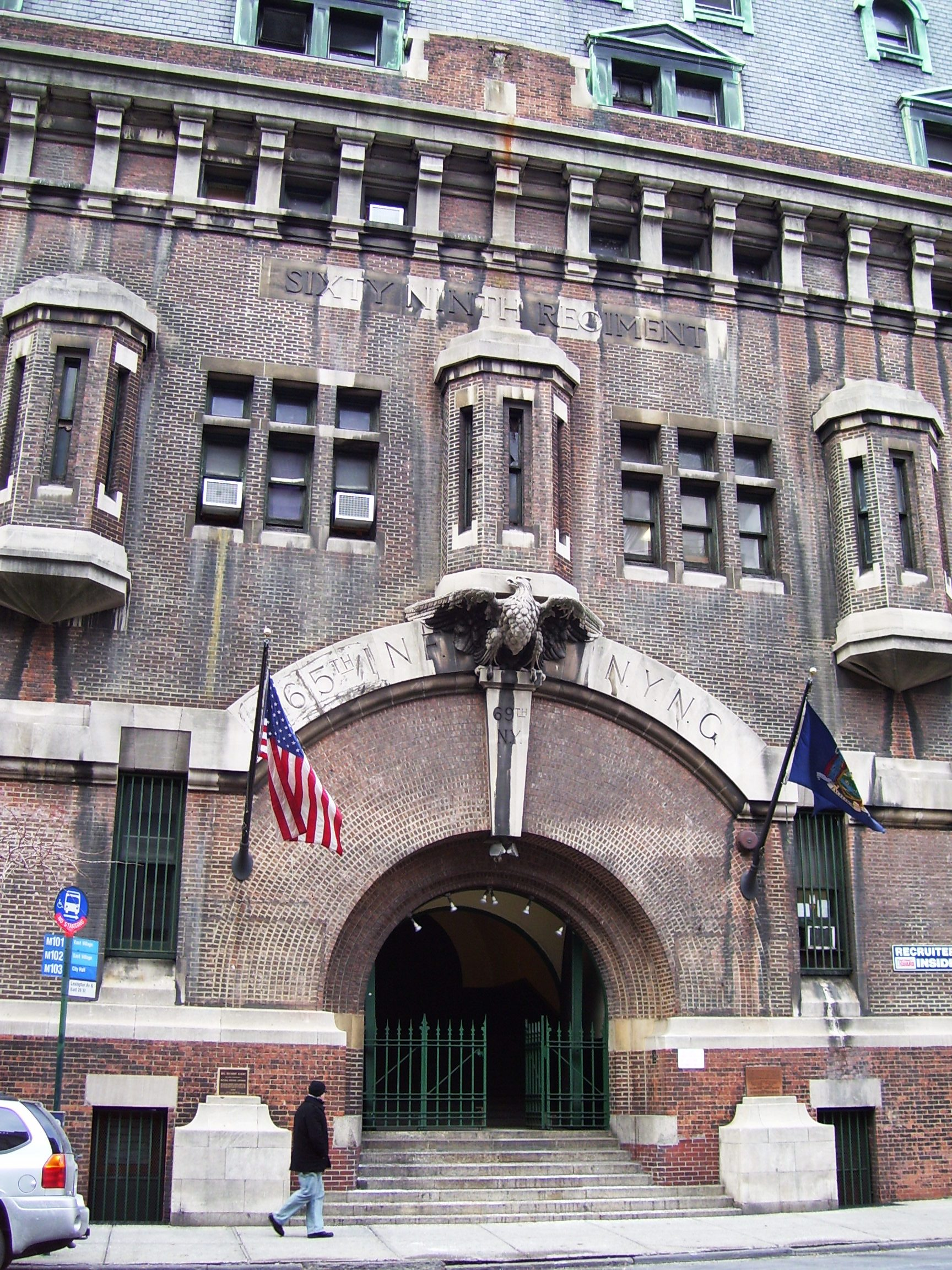
L'entrée du bâtiment

- En 1913, le salon de l’armurerie expose de nombreux artistes contemporains tels que Vincent Van Gogh, Pablo Picasso, Henri Matisse et plus encore. C’est la première grande exposition d’art moderne aux États-Unis. Elle a reçu des réactions mitigées du public et des médias pour ses nouvelles formes d’art controversées, comme le cubisme, le fauvisme et le postimpressionnisme. Elle a finalement été un succès et a été déplacée pour être visible dans les villes de Chicago et Boston.
- Thure Johansson a battu le record de Dorando Pietri pour le marathon intérieur au 69e Regiment Armory, le 1er mars 1910 (2:36:55.2). En mai 2010, l’Association de Road Racing Statisticians note que le temps de Johansson est toujours le sixième temps le plus rapide sur une piste intérieure.
- À la fin 1948 et au début 1949, l’armurerie a accueilli au moins 17 matchs de Roller derby, y compris les premiers matchs diffusés à la télévision.
- L’armurerie a été le lieu des matchs à domicile des Knicks de New York de 1946 à 1960. Les Americans de New York (maintenant les Nets de Brooklyn) ont voulu jouer au sein de  l’armurerie en 1967 mais la pression des Knicks sur la direction de l’armurerie a forcé le nouveau club à jouer à Teaneck dans le New Jersey.
- En 1994, le groupe de rock Soundgarden a présenté deux spectacles à l’armurerie (les 16 et 17 juin), dans le cadre de leur tournée pour leur album Superunknown.
- Après les attentats du 11 septembre 2001, l’armurerie a servi de centre de conseil pour les victimes et les familles.
- En 2002, 2003, 2005, 2009, 2010, 2011, 2012, 2013 et 2015 l’armurerie était le lieu utilisé pour le défilé de Victoria Secret's.